# 君にすべてを
「君にすべてを」 (The Best of Me) は、1983年11月にリリースされたデイヴィッド・フォスターの1枚目のスタジオ・アルバム『君にすべてを』に収録されている楽曲である。

## オリビア・ニュートン＝ジョンとのデュエット・バージョン
オリビア・ニュートン＝ジョンとのデュエットで再録音されたバージョンが2枚目のスタジオ・アルバム『デイヴィッド・フォスター』に収録され、シングルカットされた。
ニュートン＝ジョンとのデュエット・バージョンはビルボードのアダルト・コンテンポラリー・チャートで6位を記録した。

### 収録曲
1. ベスト・オブ・ミー - 4:09
2. サジェ（デイヴィッド・フォスター）- 3:08

## クリフ・リチャードのバージョン
1989年、クリフ・リチャードが自身100枚目のシングルとして本曲のカバー・シングルを発表した。

### 収録曲
1. ベスト・オブ・ミー
2. ムーブ・イット

## その他のカバー
- 杏里 （2002年）- 『SMOOTH JAM -Quiet Storm-』に収録。